# Dirk Bastert
Dirk Bastert (* 8. März 1968 in Wattenscheid) ist ein deutscher Tanztrainer, Wertungsrichter, Tanzsportfunktionär und ehemaliger Profitänzer.

## Leben
Bastert besuchte mit 14 Jahren seinen ersten Tanzkurs. Nach dem Abitur begann er eine Lehre bei dem Textilunternehmen Klaus Steilmann und studierte anschließend Bekleidungstechnik an der Hochschule Niederrhein in Mönchengladbach.
1994 lernte er bei einem Tanzturnier in Moskau die russische Tänzerin Alla Tkachenko kennen. Die beiden heirateten 1997. Von 1998 bis 2002 lebten und tanzten beide in Russland.
Nach dem Gewinn des World Cups bei den Amateuren wechselte er 2000 zu den Professionals. 2003 spendete er seiner Mutter, die an der Autoimmunerkrankung Lupus litt, eine Niere.
Anfang 2006 beendete Bastert (zusammen mit seiner Frau) seine Karriere als aktiver Tänzer.
Im Jahr 2006 war Dirk Bastert Teilnehmer der ersten Staffel der RTL-Tanzshow Let’s Dance, in der er mit Heike Henkel tanzte und in der dritten Runde ausschied.
2007 gründete Bastert mit seiner Frau den Tanzsportclub Art of Dance in Köln, dessen Präsident er ist. Zusammen führten die beiden den Verein zu vielen Erfolgen. 2013 erhielt das Paar vom Deutschen Tanztrainerverband der Professionals (DTP) hierfür den DTP-Award „Nachwuchstrainer des Jahres 2013“.
Von 2013 bis 2016 war Bastert Vizepräsident der WDC German Amateur League. Er ist Präsident des Tanzsportverbandes Dance Sport Union. Seit 2020 ist er Präsident des Tanzsportclubs Dance Stars Wuppertal.
Aufgrund seiner Resultate als aktiver Sportler wurde ihm 2006 vom World Dance Council (WDC) die Lizenz verliehen internationale Meisterschaften zu werten.
Des Weiteren ist er seit 2022 Wertungsrichter der World Dance Organisation (WDO).
Dirk Bastert ist Mitglied im Verein Sportler für Organspende e.V. (VSO).
Seit 2017 ist Dirk Bastert als Trainer für Turnierpaare in der Tanzschule Danceplanet Düsseldorf tätig.

## Erfolge (Auswahl)
- 1995: Westdeutscher Meister und Deutscher Meister A-Standard
- 1996: Westdeutscher Vizemeister S über 10-Tänze
- 1997: Westdeutscher Vizemeister S Latein, Westdeutscher Meister S über 10-Tänze
- 1999: Russischer Meister über 10-Tänze (Moskau), 4. Platz bei der Weltmeisterschaft über 10-Tänze (Riga), 1. Platz beim World Cup über 10-Tänze (St. Petersburg)
- 2000: Russischer Vizemeister über 10-Tänze, 3. Platz bei der Europameisterschaft über 10-Tänze (Bonn)
- 2001: Russischer Meister über 10-Tänze, Russischer Vizemeister Standard
- 2002: Deutscher Meister über 10-Tänze (Siegen), 4. Platz bei der Weltmeisterschaft über 10-Tänze (Düsseldorf)
- 2003: Deutscher Meister über 10-Tänze (Chemnitz), 4. Platz bei der Europameisterschaft über 10-Tänze (Düsseldorf)
- 2004: Deutscher Meister über 10-Tänze (Böblingen), Deutscher Meister Standard Kür (Witten)
- 2005: Deutscher Meister über 10-Tänze (Wuppertal)